# Daubos kūlis
Daubos kūlis nazývaný také Naujosios Įpilties akmuo nebo Laumės kūliu, je bludný balvan, státem chráněná kulturní a geologická památka a mytologický balvan. Je umístěn na pravém břehu řeky Įpiltis na území vesnice Naujoji Įpiltis v seniorátu Darbėnai v okrese Kretinga v Klaipėdském kraji v Litvě. Nachází se také nedaleko litevsko-lotyšské státní hranice a v pásmu nížiny Pajurio žemuma.

## Popis bludného balvanu
Plochý bludný balvan tvoří tmavě šedá, hrubozrnná žula s rozměry délka 8,5 m, šířka 6,5 m a výška 1,5-1,9 m, která je směrem ke středu prohloubená. Nachází se v meandrech řeky Įpiltis v údolí na světlině mezi stromy, částečně zapuštěný v zemi a na místo byl dopraven zaniklým ledovcem v době ledové. Podle legendy je zářez na povrchu balvanu považován za stopu mytické víly a balvan je spojován s pohanským kultem a bájemi o zjevováním duchů. Daubos kūlis patří mezi deset největších bludných balvanů v Litvě.

## Další informace
Přibližně ve směru severovýchodo-východním se nachází další bludný balvan Įpilties šaltinio akmuo.